# Philaethria dido
Philaethria dido är en fjärilsart som beskrevs av Carl von Linné 1763. Philaethria dido ingår i släktet Philaethria och familjen praktfjärilar. Inga underarter finns listade i Catalogue of Life.

## Bildgalleri

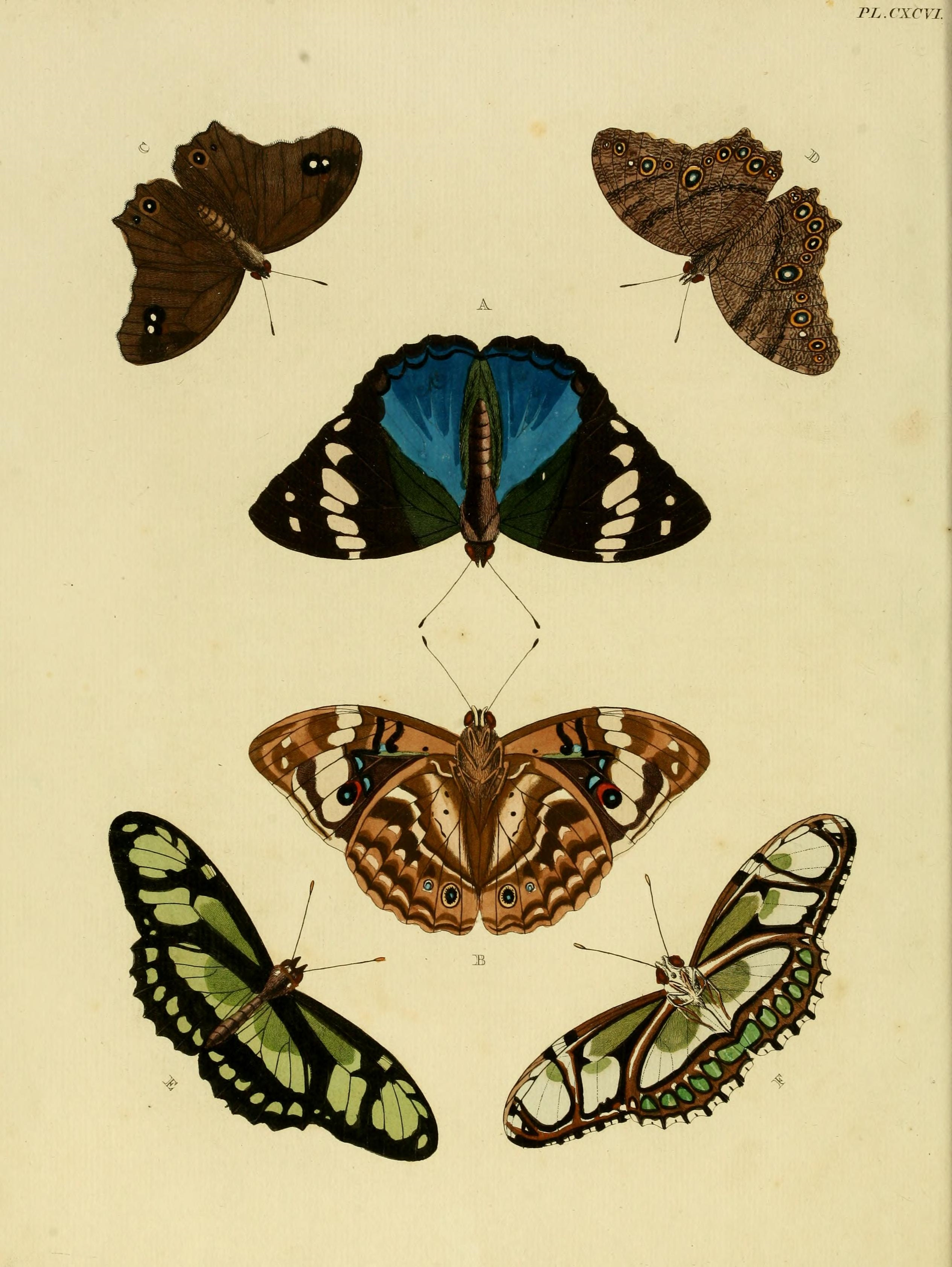
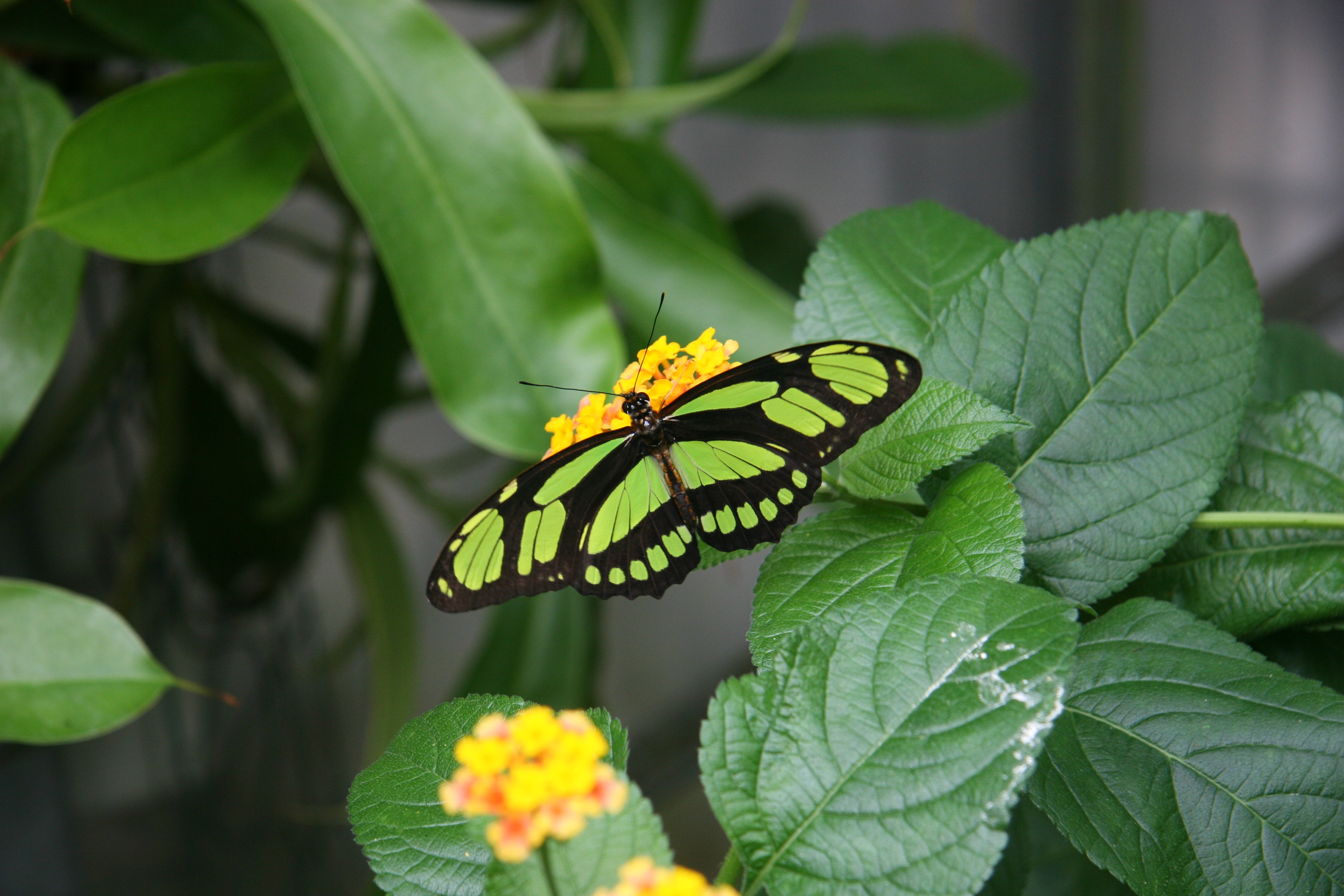
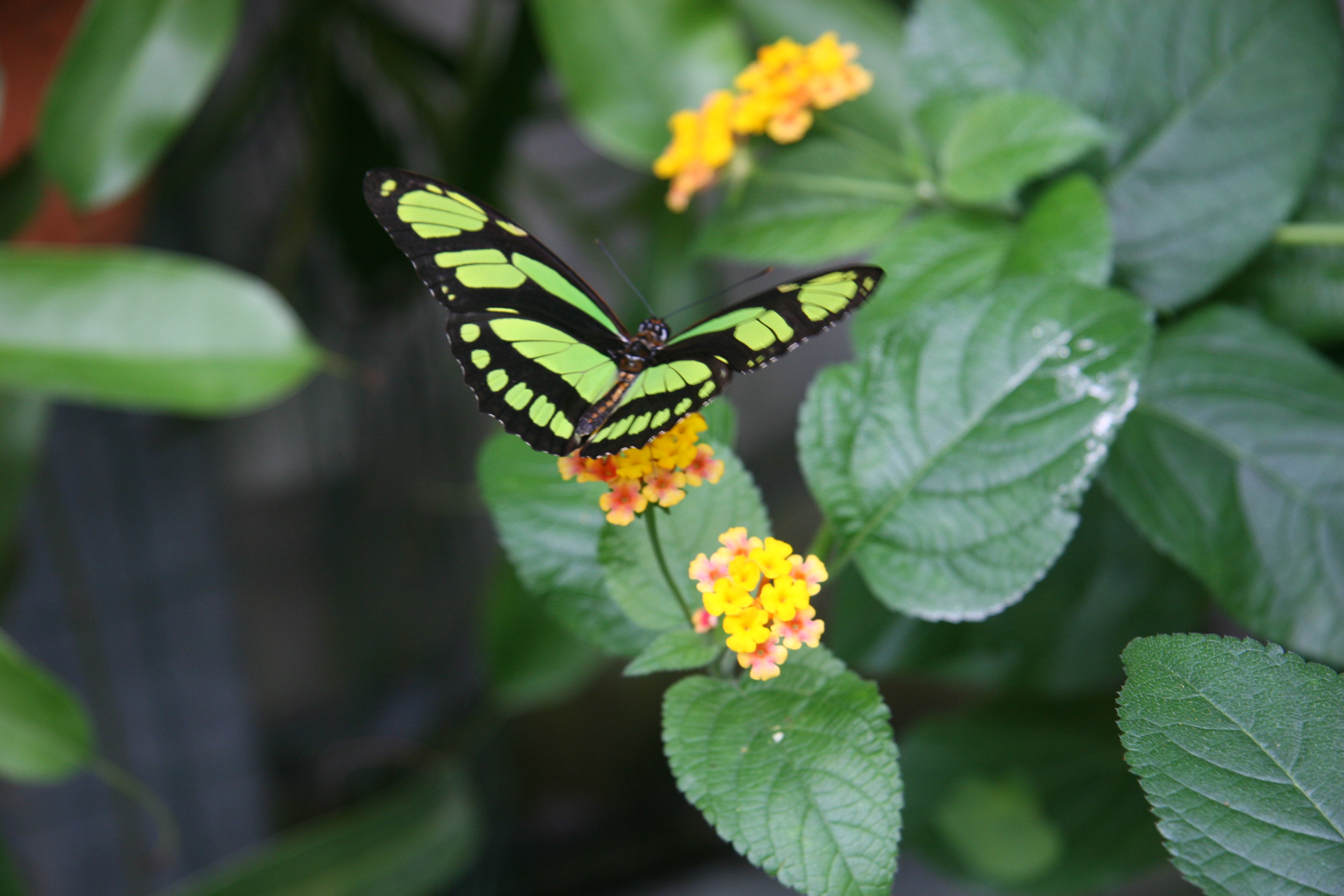
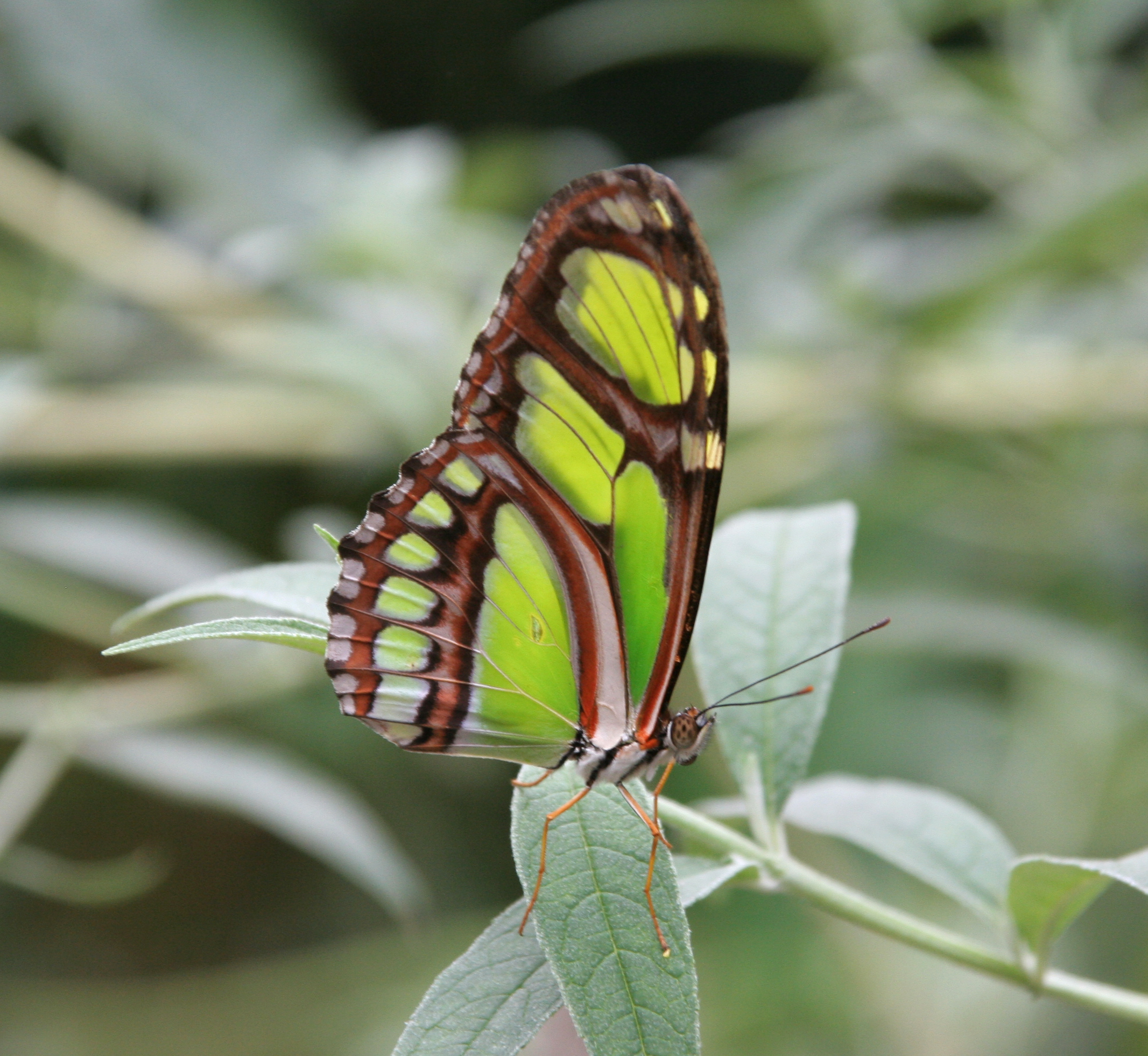
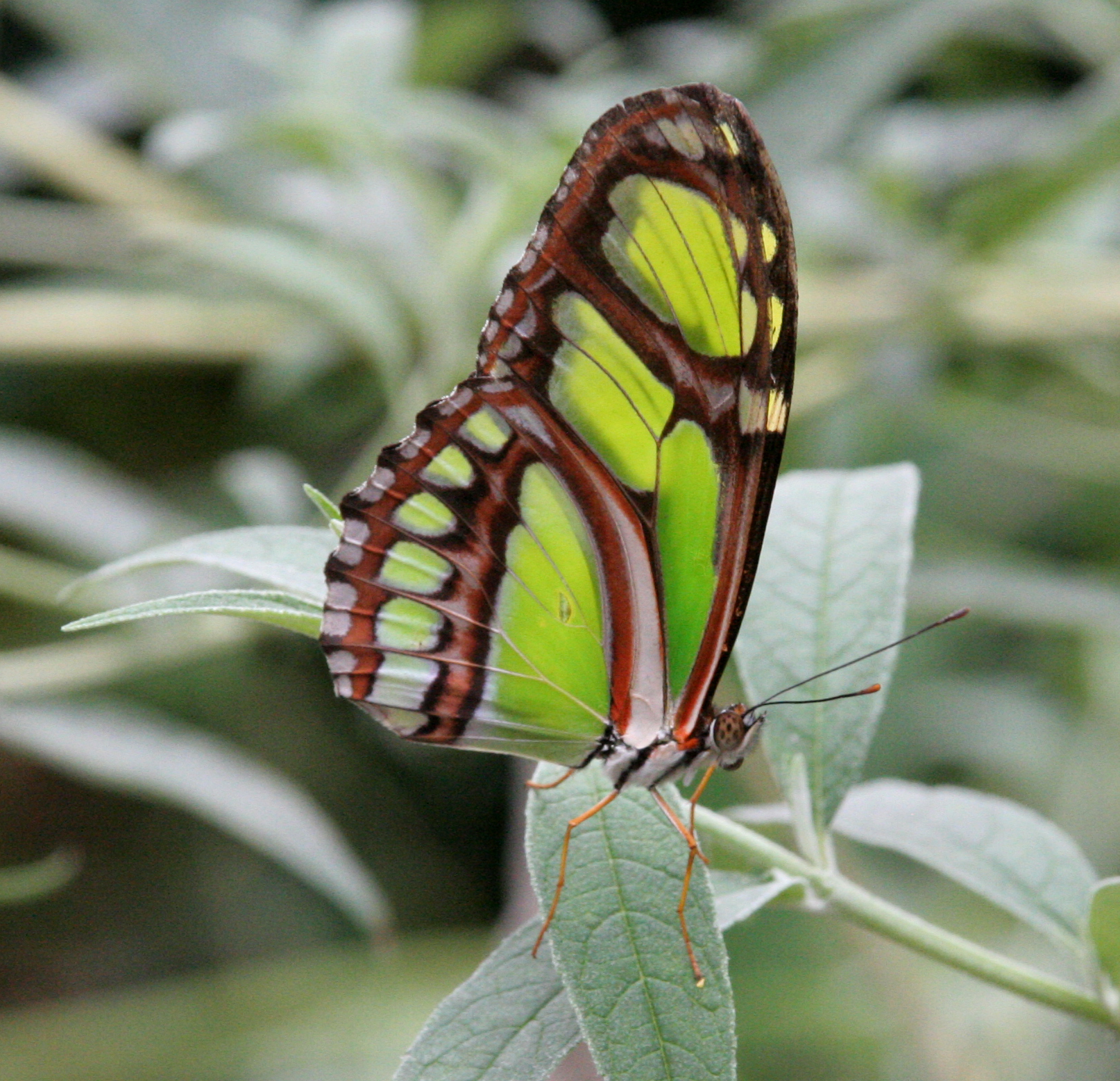